# Rinodina glauca
Rinodina glauca är en lavart som beskrevs av Ropin. Rinodina glauca ingår i släktet Rinodina och familjen Physciaceae.  Arten är reproducerande i Sverige. Inga underarter finns listade i Catalogue of Life.